# 格格哈姆·格沃爾基揚
格格哈姆·格里戈里·格沃爾基揚（1958年4月29日—），是一名亞美尼亞數學教授，從埃里溫國立大學的數學和力學學院畢業，亦是該校的現任副校長。

## 事業和成就
格沃爾基揚在1975年至1980年間就讀埃里溫國立大學數學和力學學院。1982年，格沃爾基揚在亞美尼亞國立科學學院數學學院獲頒哲學博士的學銜，他的學位論文題為《通過正交級數和鞅表示可測函數的代表性和唯一性》；1992，格沃爾基揚獲斯捷克洛夫数学研究所頒授「數學科學博士」學銜，撰寫了一篇相關的學位論文。
在1980年至2008年，格沃爾基揚曾先後擔任講師、教授、院長等高等教育職位；他曾經任教的科目包括數值分析、數學分析、最優控制理論、實變函數論、矩量问题、正交級數、三角級數等。自2008年至今，格沃爾基揚在埃里溫國立大學擔任副校長一職。
格沃爾基揚是亞美尼亞數學聯盟的成員。他曾獲頒亞美尼亞基金的獎項；2009年，亞美尼亞總統謝爾日·薩爾基相簽署總統令，向格沃爾基揚在內的一批人授勳，他獲頒授安納尼亞·希拉卡齊獎章。